# Agave petrophila
Agave petrophila là một loài thực vật có hoa trong họ Măng tây. Loài này được A.García-Mend. & E.Martínez mô tả khoa học đầu tiên năm 1998.